# Lasiognathus waltoni
Lasiognathus waltoni är en fiskart som beskrevs av Nolan och Rosenblatt, 1975. Lasiognathus waltoni ingår i släktet Lasiognathus och familjen Thaumatichthyidae. Inga underarter finns listade i Catalogue of Life.